# George Griffiths (cầu thủ bóng đá, sinh 1924)
George Griffiths (23 tháng 6 năm 1924 – 8 tháng 1 năm 2004) là một cầu thủ bóng đá người Anh thi đấu ở vị trí hậu vệ phải có over 400 lần ra sân ở Football League cho Bury và Halifax Town.